# Villepot
Villepot là một xã thuộc tỉnh Loire-Atlantique, trong vùng Pays de la Loire ở phía tây nước Pháp. Xã này nằm ở khu vực có độ cao từ 66-116 mét trên mực nước biển. Theo điều tra dân số năm 2006 của INSEE, xã có dân số 687 người.
Sông Verzée chảy theo hướng đông qua phía nam thị trấn.